# بيل تروتر
بيل تروتر (بالإنجليزية: Bill Trotter)‏ هو لاعب كرة قاعدة أمريكي، ولد في 10 أغسطس 1908 في سيسني في الولايات المتحدة، وتوفي في 26 أغسطس 1984 في أرلينغتون ‏ في الولايات المتحدة.

## وصلات خارجية
- بيل تروتر على موقع دوري كرة القاعدة الرئيسي (الإنجليزية)
- بيل تروتر على موقعبيزبول رفرنس.كوم (الدوري الرئيسي) (الإنجليزية)
- بيل تروتر على موقعبيزبول رفرنس.كوم (الدوري الثانوي) (الإنجليزية)